# Mónica Lavín
Pour les articles homonymes, voir Lavin (homonymie).
Mónica Lavín, née le 22 août 1955 à Mexico, est une femme de lettres et critique littéraire mexicaine. Elle est l'auteur du roman Ruby Tuesday no ha muerto paru en 1996, pour lequel elle a été récompensée du Prix national de littérature Gilberto Owen.
Elle est également critique pour le journal quotidien national mexicain El Universal, et a collaboré à la revue d'art contemporain mexicaine Fahrenheitº.

## Œuvres
- Cuentos de desencuentro y otros (1986)
- Nicolasa y los encajes (1991)
- Retazos (1995)
- Tonada de un viejo amor (1996)
- Ruby Tuesday no ha muerto (1996)
- La más faulera (1997)
- La isla blanca (1998)
- Planeta azul, planeta gris (1998)
- Cambio de vías (1999)
- Por sevillanas (2000)
- Café cortado (2001)
- Uno no sabe (2004)
- Despertar los apetitos (2005)
- Hotel Limbo (2008)
- La corredora de Cuemanco y el aficionado a Schubert (2008)
- Yo, la peor (2009)